# BAP Santillana (CM-22)
La corvette lance-missiles BAP Santillana (CM-22)  est la seconde unité des six corvettes de classe PR-72P construite à Villeneuve-la-Garenne par la Société Française de Construction Navale (SFCN) pour la marine péruvienne.

## Historique
Sa construction pour la marine péruvienne a été commandée aux chantiers navals de Lorient, France et construit  par la Société française de construction navale de Villeneuve-la-Garenne.
Le drapeau péruvien a été levé à bord de ce navire de guerre et mis en service dans la marine péruvienne le 25 juillet 1980, rejoignant immédiatement l' escadre péruvienne dans la mer de Grau et effectuant une série de tests durant son voyage vers le port d'El Callao. Entre les années 1999 et 2000, a fait l'objet d'une série de réformes, qui comprenaient une re-motorisation et un changement de ses systèmes et équipements dans les services industriels de la marine péruvienne (SIMA-Callao) à Callao.
Le nom de ce bateau est dû au second lieutenant Gervasio Santillana , héros de la Guerre du Pacifique (1879-1884) , qui se sont battus à bord du monitor Huáscar , lors du combat naval d'Angamos le 8 Octobre 1879. Santillana était l'un des trois officiers de guerre qui sont restés en vie à bord du monitor avec le premier lieutenant Pedro Gárezon Thomas et le lieutenant de frégate Ricardo Herrera.

## Galerie

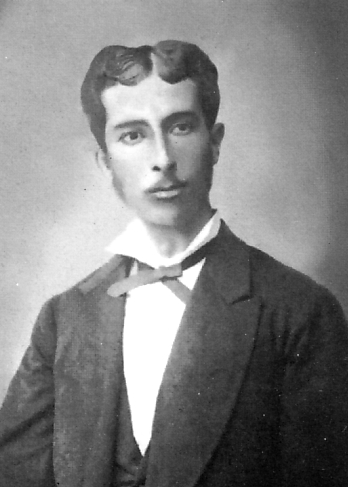
Gervasio Santillana
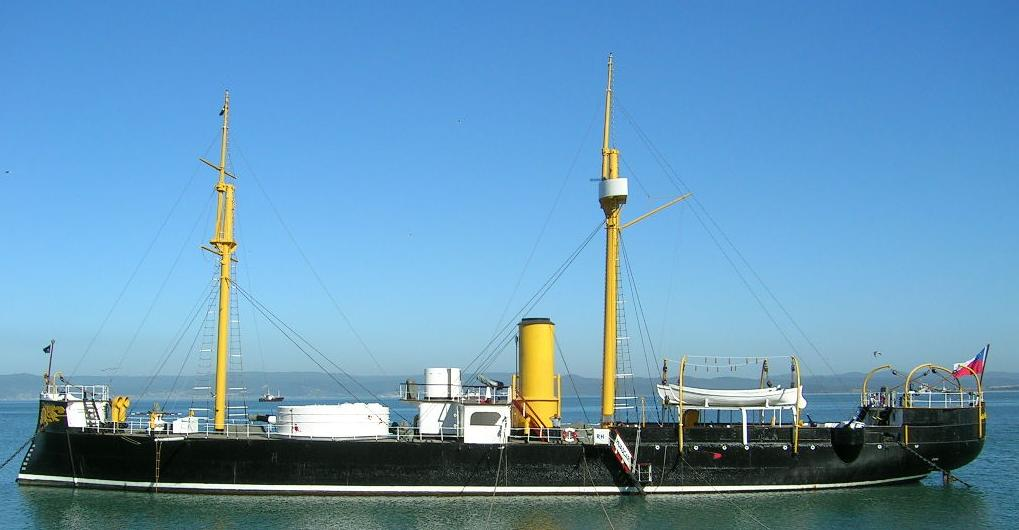
Monitor Huáascar